# Segunda Batalha de Yeonpyeong
A Segunda Batalha de Yeonpyeong foi um confronto marítimo entre a Coreia do Norte e Coreia do Sul sobre a disputa das fronteiras marítimas próximo à ilha de Yeonpyeong no mar Amarelo em 2002. Este confronto ocorreu de forma similar ao confronto em 1999.

## Prelúdio
A Linha de Limite Norte (LLN) é considerada pela Coreia do Sul a fronteira marinha entre si mesma e a Coreia do Norte, enquanto a Coreia do Norte discorda e afirma que a fronteira é mais distante ao Sul. Embarcações de pesca Norte Coreanas frequentemente ultrapassam a fronteira e são perseguidos para fora da área por barcos de patrulha Sul Coreanos. Ocasionalmente a patrulha da Coreia do Norte tenta forçar sua ideia de que a fronteira é mais ao sul que a LLN. Em 2002 uma dessas incursões virou uma batalha naval ao longo da fronteira.

## Confronto principal
No dia 29 de junho de 2002 um barco de patrulha Norte Coreano cruzou a LLN e foi avisado a retornar. Logo depois um segundo barco de patrulha cruzou a fronteira e esse também foi avisado a retornar. As embarcações norte-coreanas começaram a ameaçar navios sul-coreanos que os seguiam.
Após percorrerem três milhas sul da LLN, os navios norte-coreanos atacaram dois barcos de patrulha sul-coreanos que os monitoravam. As 10h25 o navio que cruzou primeiro a fronteira foi o primeiro a abrir fogo com seu armamento 85mm e marcou um golpe direto na casa do leme de uma das embarcações da Coreia do Sul causando várias mortes.
Os dois esquadrões então começaram o confronto geral, com os sul-coreanos usando suas armas 40 e 30 mm, e os norte-coreanos usando RPGs, e armas 85mm e 35mm. Cerca de dez minutos depois dois mais barco de patrulha e dois corvettes reforçaram os navios sul-coreanos e seriamente danificaram embarcações norte-coreanas. Agora significativamente excedidos em número e sofrendo muitas perdas, os norte-coreanos recuaram para o lado norte da LLN às 10h59.

## Pós-conflito
Ambas as frotas do Coreia do Norte e a Coreia do Sul sofreram perdas no evento. Treze norte-coreanos morreram e vinte e cinco foram feridos. Quatro sul-coreanos foram feridos, incluindo tenente comandante Yoon Young-ha e três suboficiais, Jo Cheon-hyung, Seo Hoo-won e Hwang Do-hyun. Dezenove outros foram feridos, e um deles, Suboficial de Segunda Classe Dong-Hyuk, morreu vinte e dois dias depois. Um soldado, Suboficial Han Sang-guk, desapareceu durante o confronto, e foi encontrado depois, morto. Isso totalizou seis outras mortes. A embarcação danificada sul-coreana depois naufragou quando sendo rebocada, enquanto o navio norte-coreano danificado conseguiu voltar ao seu porto. Ambos os lados culparam uns aos outros e a Coreia do Sul exigiram uma desculpa por parte dos norte-coreanos.
De acordo com a declaração de desertor norte-coreana em 2012, a tripulação do barco de patrulha norte-coreano envolvido na batalha sofreram extensivos ferimentos pelas munições sul-coreanas "'Devastator". Os norte-coreanos feridos foram postos em quarentena em um hospital em Pyongyang para minimizar a extensão das perdas sofridas na batalha.